# Hyssopus nigritulus
Hyssopus nigritulus är en stekelart som först beskrevs av Zetterstedt 1838.  Hyssopus nigritulus ingår i släktet Hyssopus och familjen finglanssteklar. Arten är reproducerande i Sverige. Inga underarter finns listade i Catalogue of Life.